# Valu lui Traian, Constanța
Valu lui Traian este satul de reședință al comunei cu același nume din județul Constanța, Dobrogea, România. La recensământul din 2002 avea o populație de 8823 locuitori.
Localitatea a luat naștere conform noii împărțiri administrativ-teritoriale din 1967 din satele Valea Seacă și Valu lui Traian, care datorită dezvoltării și ritmului intens de construire s-au apropiat una de cealaltă, contopindu-se.
Cele două sate Valea Seacă și Valu lui Traian au existat ca unități distincte sub numele de "Hasancea" (în turcă Asanca, Valu lui Traian) și "Omurcea" (în turcă Ömürçay, Valea Seacă), ambele fiind așezate pe linia celor trei valuri romane, zise ale lui Traian, și anume pe cel mai important dintre ele, Valul de piatra. La 1–2 km Nord se întinde marele val de pământ, iar la Sud cu intermitențe valul cel mic de pământ. În Valea Seacă (în germană Omurtscha) au locuit și germani dobrogeni, de religie evanghelică.
Satul este înșirat de-a lungul șoselei naționale și a căii ferate Constanța-Cernavodă pe o lungime de 4,5 km. De o parte și de alta sunt străzi paralele și perpendiculare.
Pentru prima dată, denumirea de "Valu lui Traian", apare în documentele oficiale, în luna octombrie 1925.

## Viața culturală și religioasă
Geamia actuală din Valu lui Traian a fost construită pe locul unei geamii mai vechi datând din jurul anului 1860.